# Chloropteryx chaga
Chloropteryx chaga är en fjärilsart som beskrevs av Paul Dognin 1898. Chloropteryx chaga ingår i släktet Chloropteryx och familjen mätare. Inga underarter finns listade i Catalogue of Life.